# Escut de Figueroles de Domenyo
L'escut de Figueroles de Domenyo és un símbol representatiu oficial de Figueroles de Domenyo, municipi del País Valencià, a la comarca dels Serrans. Té el següent blasonament:
| « | Escut quadrilong de punta redona. En camp d'or, una figuera de sinople, terrassada del seu color. Al timbre corona reial oberta. | » |

## Història
L'escut s'aprovà per Resolució de 24 de març de 2000, del conseller de Justícia i Administracions Públiques, publicada al DOGV núm. 3.745, de 9 de maig de 2000.
La figuera és el senyal parlant tradicional relatiu al nom de la localitat, utilitzat si més no des del 1825.